# Nymphon stocki
Nymphon stocki är en havsspindelart som beskrevs av Turpaeva, E.P. 1974. Nymphon stocki ingår i släktet Nymphon och familjen Nymphonidae. Inga underarter finns listade i Catalogue of Life.